# Тимокрация
Тимокрацията (на гръцки: τῑμοκρᾰτία, от на гръцки: τῑμή, „цена, чест“ и на гръцки: κράτος, «власт, сила») е форма на управление при която държавната власт е в привилегировано малцинство, като правило богато. Особена форма на олигархия. 
Терминът се използва от Платон (Държавата, VIII, 545) и Аристотел (Етика, VIII, XII), като също така се употребява и в трудовете на Ксенофонт. 
Като пример за тимокрация се смята за политическа система в Древна Атина през 6 век пр.н.е., в резултат на реформите на Солон, а по-късно и тази в Древен Рим, след реформите, приписвани на Сервий Тулий.